# Gheorghe Albu
Gheorghe Albu, né le 18 novembre 1909 à Arad en Autriche-Hongrie (aujourd'hui en Roumanie) et décédé le 26 juin 1974 à Făgăraș en Roumanie, fut un ancien joueur et entraîneur de football roumain.

## Carrière de joueur

### Carrière de club
Albu commence sa carrière en 1924, en jouant pour les jeunes du AMEF Arad jusqu'en 1928. En 1929, il part pour une autre équipe d'Arad, le Gloria CFR, et va jusqu'en finale du championnat 1929-30, contre Juventus București. Gloria CFR Arad perd la finale 0-3.
En 1933, il part au Venus Bucarest. Lors de la première saison chez Les Noirs, il est sacré champion de Roumanie 1933-34. Jusqu'en 1940, date à laquelle il quitte le Venus, il gagne quatre championnats. Entre 1940 et 1944, l'année de sa retraite professionnelle, Albu joue au FC Craiova.

### Carrière internationale
Gheorghe Albu joue pour la première fois avec l'équipe de Roumanie en mai 1931, contre la Bulgarie, battue par les roumains 5-2.
Dès lors, il joue 39 matchs consécutifs en tant que titulaire, et participe à la coupe du monde 1934 lors du match contre la Tchécoslovaquie, perdu par les Tricolors, 1-2.
Après une courte pause, il est rappelé en sélection pour trois autres matchs consécutifs. Il a en tout été capitaine du pays à 19 reprises. Il joue son dernier match en décembre 1938, contre les Tchécoslovaques. Dans ce match, l'adversaire de Gheorghe Albu, le légendaire Josef Bican, inscrit 4 buts, et les Roumains perdent le match 6-2.

## Carrière d'entraîneur
Après la Seconde Guerre mondiale, Gheorghe Albu entraîne un certain nombre d'équipes, comme le FC Craiova, Textila Sfântu Gheorghe, Foresta Fălticeni, Dermata Cluj où UT Arad, et est également, pendant peu de temps, l'entraîneur de la Roumanie. En 1959, il retourne à Arad, pour entraîner l'AMEF Arad jusqu'en 1962 et le Vagonul Arad entre 1962 et 1964. De 1964 jusqu'à sa mort, il travaille à Făgăraș, où il entraîne l'équipe des jeunes du Nitramonia Făgăraș.

## Palmarès
Champion de Roumanie (4 fois) : 1933-1934, 1938-1939, 1939-1940, 1948-1949

## Statistiques de carrière
| Saison    | Club            | Pays     | Matchs | Buts |
| --------- | --------------- | -------- | ------ | ---- |
| 1924-1928 | AMEF Arad       | Roumanie | N/A    | N/A  |
| 1929      | Gloria CFR Arad | Roumanie | N/A    | N/A  |
| 1929/30   | Gloria CFR Arad | Roumanie | N/A    | N/A  |
| 1930/31   | Gloria CFR Arad | Roumanie | N/A    | N/A  |
| 1931/32   | Gloria CFR Arad | Roumanie | N/A    | N/A  |
| 1932/33   | Gloria CFR Arad | Roumanie | 11     | 0    |
| 1933/34   | Venus București | Roumanie | 9      | 3    |
| 1934/35   | Venus București | Roumanie | 22     | 0    |
| 1935/36   | Venus București | Roumanie | 21     | 0    |
| 1936/37   | Venus București | Roumanie | 22     | 2    |
| 1937/38   | Venus București | Roumanie | 18     | 2    |
| 1938/39   | Venus București | Roumanie | 17     | 3    |
| 1939/40   | Venus București | Roumanie | 1      | 0    |
| 1940/41   | FC Craiova      | Roumanie | 16     | 6    |
| 1941/42   | FC Craiova      | Roumanie | N/A    | N/A  |
| 1942/43   | FC Craiova      | Roumanie | 20     | 3    |
| 1943/44   | FC Craiova      | Roumanie | 6      | 1    |